# Ungkaya Pukan
Ungkaya Pukan è una municipalità di quinta classe delle Filippine, situata nella Provincia di Basilan, nella Regione Autonoma nel Mindanao Musulmano.
Ungkaya Pukan è formata da 12 baranggay, fino al 22 maggio 2006 facenti parte di Tipo-Tipo:
- Amaloy
- Bohe-Pahuh
- Bohe-Suyak
- Cabangalan
- Danit
- Kamamburingan
- Matata
- Materling
- Pipil
- Sungkayut
- Tongbato
- Ulitan